# Radio periférica
Una radio periférica (en francés: Radio périphérique) es una emisora de radio que se pudo escuchar en Francia hasta 1981, pero cuyo transmisor no se encontraba en suelo francés. Entre estas emisoras se encuentran RTL de Luxemburgo, Europe 1 de Alemania, Sud Radio y Radio Andorra de Andorra, RMC de Mónaco y Radio Océan/Atlantic 2000 de España.

## Historia
La creación de radios periféricas en Francia en los años 30 está ligada a la amenaza de prohibición de las emisoras de radio privadas. Para proteger sus inversiones, los promotores privados franceses instalaron transmisores en países vecinos que ofrecían un entorno más favorable en materia de legislación y asuntos tributarios.
En 1945, el Estado francés estableció un monopolio sobre la radio, prohibiendo a las estaciones de radio privadas transmitir en territorio francés. Por lo tanto, sólo quedaron estaciones de radio periféricas, cuya ubicación les permitió escapar de las regulaciones francesas.
A pesar de la ubicación de sus emisoras, los estudios e incluso las oficinas centrales de estas emisoras podrían estar en Francia, sobre todo porque el Estado francés participaba con mayor frecuencia en el capital de estas emisoras con empresas como Sofirad.
Para el público francés, las estaciones de radio periféricas proporcionaron fuentes adicionales de noticias y entretenimiento, consideradas menos sujetas al control del gobierno. Durante las protestas de mayo de 1968, la cobertura del acontecimiento por las radios periféricas fue considerada más confiable e imparcial que la brindada por la radio estatal, transmitiendo en vivo desde las calles y dando voz a los líderes de la movimiento, como Daniel Cohn-Bendit y Alain Geismar.
El monopolio estatal sobre la radio terminó en 1981, permitiendo la creación de varias estaciones privadas en la banda FM. De esta forma se redujo el papel de la radio periférica, aunque algunas de estas estaciones se encuentran actualmente en funcionamiento.